# Metropolregion Kairo

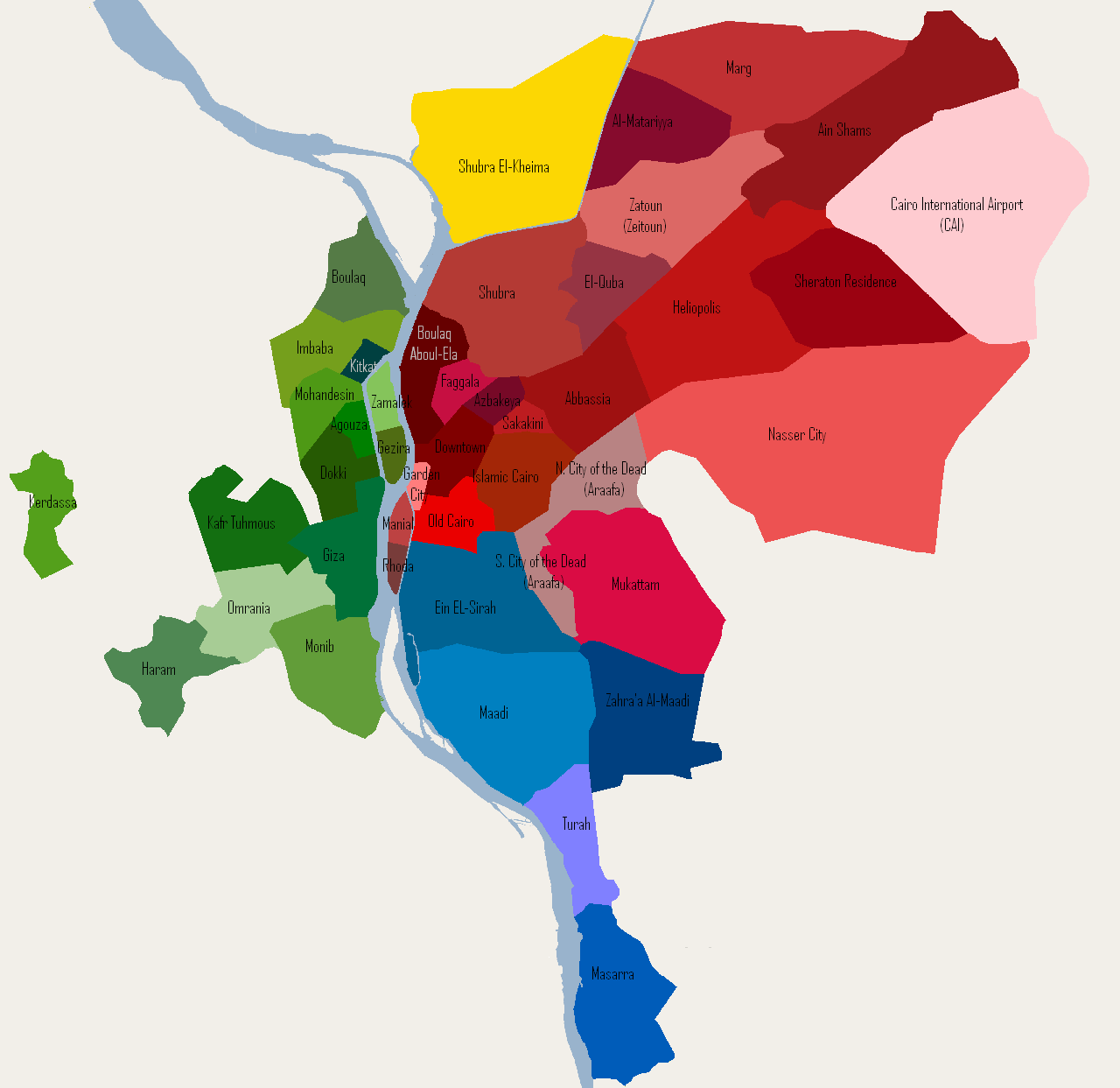
Distrikte der Metropolregion Kairo

Die Metropolregion Kairo, auch Größeres Kairo, (arabisch القاهرة الكبرى, DMG al-Qāhira al-Kubrā) ist die größte Metropolregion in Ägypten, die größte Stadtregion in Afrika sowie in der arabischen Welt und steht auf Platz 13 der größten Metropolregionen der Welt. Sie besteht aus allen Städten im Gouvernement al-Qahira sowie aus Gizeh, Madinat asch-Schaich Zayid und Madinat as-Sadis min Uktubar im Gouvernement al-Dschiza und Schubra al-Chaima und al-Ubur im Gouvernement al-Qalyubiyya. Für 2020 wird die Einwohnerzahl auf 19,3 Millionen Einwohner auf einer Fläche von 2.020 km² geschätzt. Andere Schätzungen gehen von über 20 Millionen Einwohnern aus. Die Bevölkerungsdichte je Quadratkilometer liegt bei knapp 9.600 und gehört zu den höchsten der Welt. In manchen Teilen der Metropolregion liegt sie sogar bei über 300.000 pro Quadratkilometer.
Die Metropolregion Kairo stellt das mit weitem Abstand wichtigste Wirtschaftszentrum in Ägypten dar und erwirtschaftet einen bedeutenden Teil der nationalen Produktion. Gleichzeitig leidet es unter dem extrem hohen Bevölkerungsdruck, weitverbreiteter Armut in informellen Siedlungen und Luftverschmutzung. Um diese Probleme in den Griff zu bekommen, dehnt sich die Stadt immer weiter in die umliegende Wüste aus, wo neue Vorstädte entstehen.

## Städte
Folgende bedeutende Städte gehören zur Metropolregion Kairo:
- Kairo
- Gizeh
- Helwan
- Schubra al-Chaima
- Madinat al-Aschir min Ramadan (Stadt des 10. Ramadan)
- Madinat as-Sadis min Uktubar (Stadt des 6. Oktober)
- Madinat asch-Schaich Zayid
- Neu-Kairo
- Al-Ubur
- Banha